# Källskrift
Källskrift är en skrift som används som ursprunglig informationskälla, särskilt i vetenskapliga eller religiösa sammanhang.

## Exempel på historiska källskrifter
- Jordanes (författare flera historiska verk)
  - Goternas ursprung och gärningar
  - De breviatione chronicorum
  - De regnorum et temporum successione
- Runstenar kan i många fall betraktas som en källskrift.
- Rigstula
- Ynglingasagan
- Erikskrönikan
- Skänningeannalerna